# Evangelische Kirche Brochterbeck

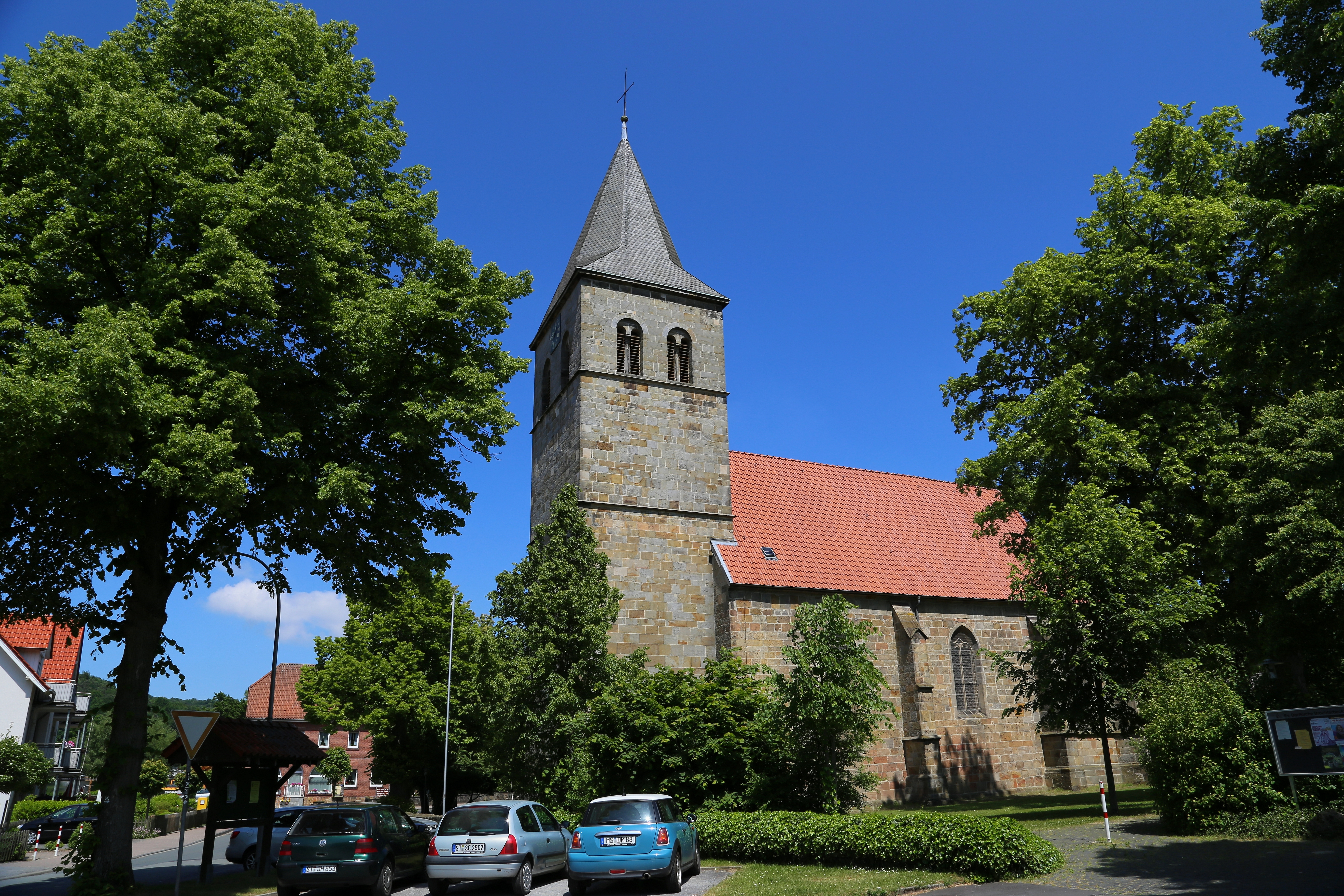
Evangelische Kirche Brochterbeck

Die denkmalgeschützte Evangelische Kirche Brochterbeck steht in Brochterbeck, einem Gemeindeteil der Kleinstadt Tecklenburg im Kreis Steinfurt von Nordrhein-Westfalen. Die Kirche gehört zur Kirchengemeinde Tecklenburg im Kirchenkreis Tecklenburg der Evangelischen Kirche von Westfalen.

## Beschreibung
Die Saalkirche aus Quadermauerwerk besteht aus einem mit einem Satteldach bedeckten Langhaus mit zwei Jochen, deren Wände von Strebepfeilern gestützt werden, einem Chor mit Fünfachtelschluss im Osten und einem Kirchturm aus dem 13. Jahrhundert im Westen, der 1703 repariert werden musste. Er wurde mit einem schiefergedeckten, achtseitigen Knickhelm bedeckt und in seinem obersten Geschoss mit doppelten, als Biforien gestalteten Klangarkaden versehen, hinter denen sich der Glockenstuhl verbirgt. Die Turmuhr von J. F. Weule wurde 1892 eingebaut.
Der Innenraum ist mit einem Kreuzrippengewölbe überspannt. Die Kirchenausstattung ist weitgehend einheitlich in neugotischen Formen. Die Kanzel ist hinter dem Altar angebracht. Die Orgel auf der Empore hat 13 Register, zwei Manuale und ein Pedal und wurde 1975 als Opus 461 von der Alexander Schuke Potsdam Orgelbau erbaut.